# Realschule in der Altstadt (Bremen)
Die Realschule in der Altstadt war seit 1855 eine Bürgerschule, seit 1868 eine Realschule und von 1937 bis 1945 eine Mittelschule in der Altstadt von Bremen.

## Geschichte

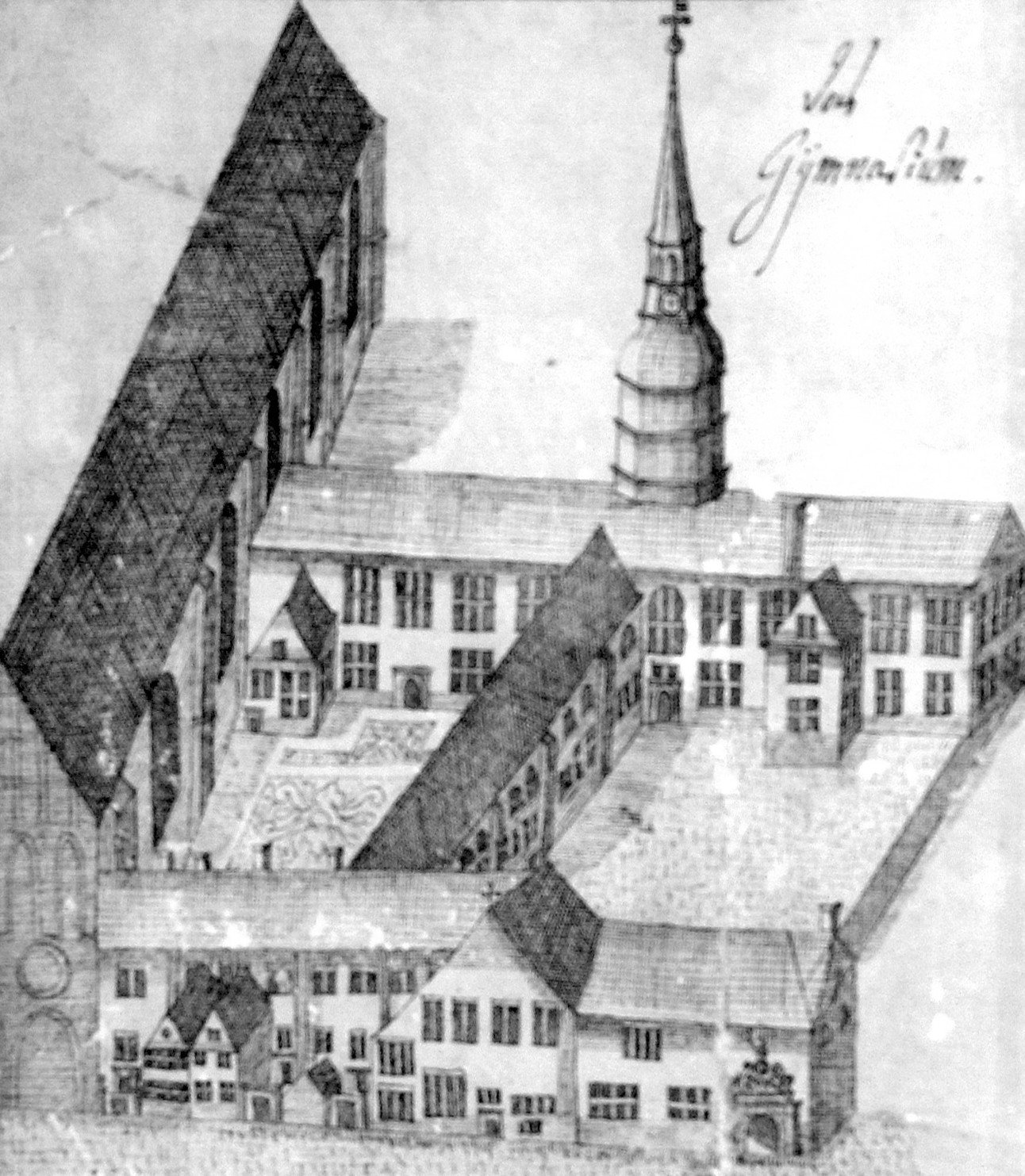
Das ehemalige Katharinenkloster, Zeichnung von Daniel Feuerbach, 1734

Schulleiter Heinrich Graefe eröffnete 1855 eine Bürgerschule in der Bremer Altstadt im Katharinenkloster. In dem Gebäude waren bis 1820 Räume des Gymnasiums und danach die Staatsbibliothek untergebracht. Baudirektor Alexander Schröder ließ nach seinen Plänen von 1853 bis 1855 das Gebäude aufstocken. Die Schule war aber mit zunächst sieben Räumen, dann einige mehr, immer sehr eng untergebracht.  
Sie hatte zunächst 5 Jahrgangsstufen, also die 5. bis 9. Klasse. Bereits 1857 wurde die 10. Klasse gebildet. Jeder Jahrgang hatte zwei Klassen. 
1868, nach dem Tod von Graefe, wurde auf Beschluss des Senats die Schule staatlich und nach preußischem Vorbild als Realschule umbenannt, die solche Schulen als Realschule 2. Ordnung bezeichneten. 1868 folgte der Botaniker Professor Dr. Franz Buchenau als neuer Leiter der Schule. Erste Fremdsprache war nun Englisch; Französisch wurde ab der Tertia, also ab der 8. Klasse, unterrichtet. Wichtige Fächer waren Deutsch, Rechnen (ab Oberstufe Mathematik) Naturwissenschaften und Geografie. 1870 wurde dann Französisch erste Fremdsprache und Englisch begann ab der Quarta (7. Klasse).
1896/97 zog die Bibliothek in ihr neues Bibliotheksgebäude zum Breitenweg um und durch die folgenden Umbauten konnten die Raumprobleme beseitigt werden. 1898/99 wurde deshalb auch die bis dahin private Debbesche Schule, die Realschule von Christoffer Wessel Debbe, in die staatliche Realschule der Altstadt eingegliedert. Ab 1937 wurden die Realschulen in Bremen allgemein als Mittelschulen bezeichnet.
Das Schulgebäude wurde im Zweiten Weltkrieg zerstört und die Schule hörte auf zu bestehen.